# Tanda
Tanda là một thành phố và là nơi đặt ban đô thị (municipal board) của quận Rampur thuộc bang Uttar Pradesh, Ấn Độ.

## Địa lý
Tanda có vị trí 26°33′B 82°39′Đ / 26,55°B 82,65°Đ Nó có độ cao trung bình là 78 mét (255 feet).

## Nhân khẩu
Theo điều tra dân số năm 2001 của Ấn Độ, Tanda có dân số 40.009 người. Phái nam chiếm 53% tổng số dân và phái nữ chiếm 47%. Tanda có tỷ lệ 36% biết đọc biết viết, thấp hơn tỷ lệ trung bình toàn quốc là 59,5%: tỷ lệ cho phái nam là 44%, và tỷ lệ cho phái nữ là 27%. Tại Tanda, 21% dân số nhỏ hơn 6 tuổi.